# 방공 식별 구역

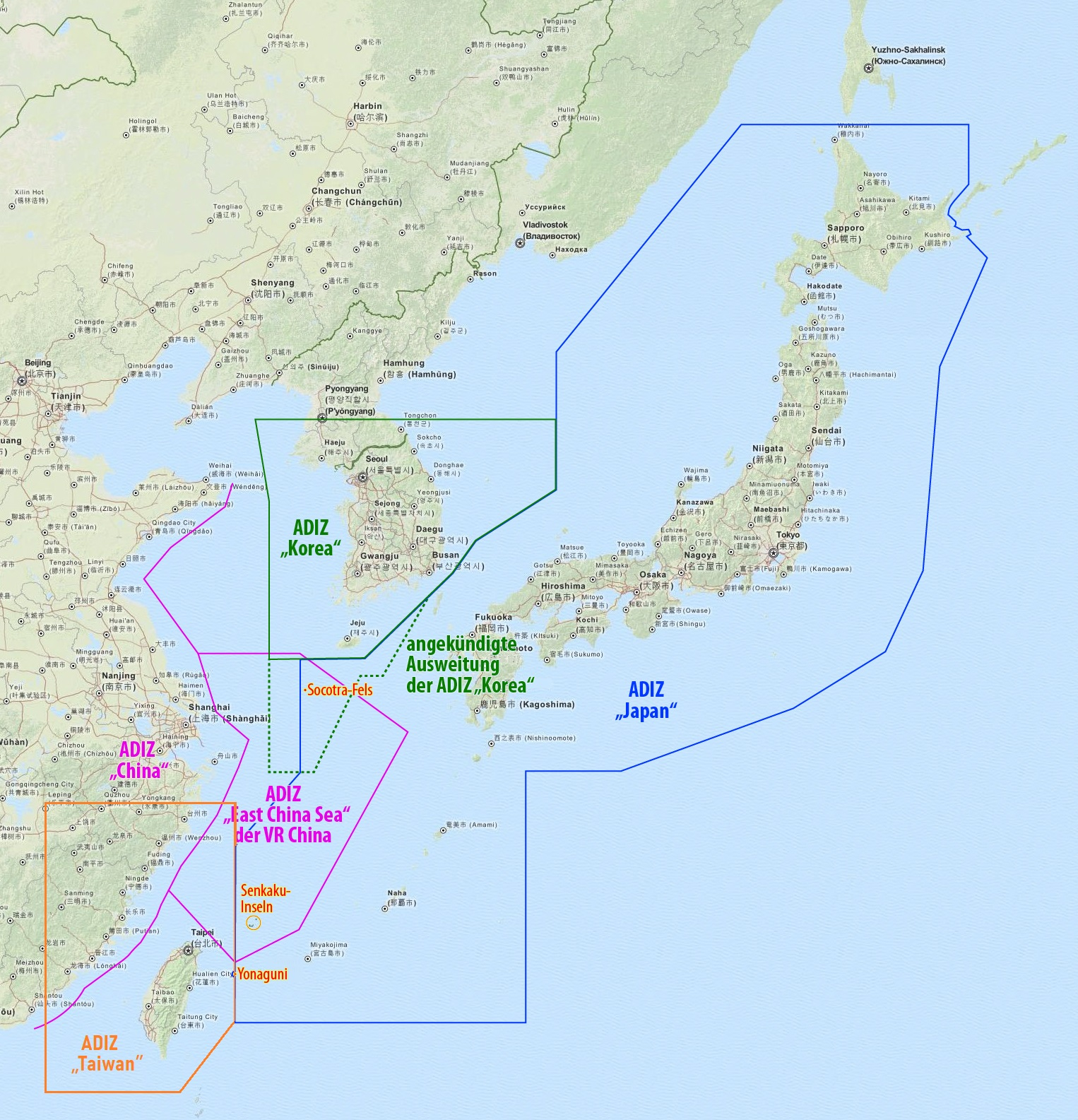
중화민국/대만(주황색), 대한민국(녹색), 중화인민공화국(분홍), 일본국(청색)의 방공식별구역(ADIZ)

방공식별구역(防空識別區域, 영어: air defense identification zone, ADIZ)은 땅이나 물 위에 위치하는 공역의 하나로, 국가 안보를 위해 민간항공기의 식별, 위치 찾기, 통제를 수행한다. 즉, 영공의 방위를 위해 영공 외곽 공해 상공에 설정되는 공역(空域)으로서, 자국 공군이 국가 안보의 필요성에 따라 영공과는 별도로 설정한 공역(空域)이다. 자국 국가 안보에 위협이 되면 퇴각을 요청하거나 격추할 수 있다고 사전에 국제사회에 선포해 놓은 구역이다. 방공식별구역은 언제나 방공을 감시하고 있으며 비행계획 없이 진입하는 경우에는 항공기에 설명을 요구한다. 또한 영공 침범의 위험에서부터 항공기에 군사적예방조치(경고 사격, 경고 통신, 격추)를 하는 경우가 있다. 방공 식별권이라고도 한다.
2013년 현재 대한민국과 미국, 중국, 일본, 대만 등 20여개국이 방공식별구역을 설정하고 있다. 방공 식별 구역은 항공 교통을 관제하는데 사용되는 비행 정보 구역(FIR)과는 구별된다.

## 역사
최초의 방공 식별 구역은 제2차 세계 대전 당시인 1940년에 해안가로부터의 적의 공습을 방어하기 위해 미국이 일방적으로 지정 및 선포한 구역이었다. 특히 1941년 진주만 공습이 큰 계기가 되었다. 당시 대공 레이더를 해안가에 설치한 기술적으로 진보된 나라가 미국 등 몇개국 외에는 없었다.
현재 미국의 방공 식별 구역은 미국과 캐나다의 북미항공우주방위사령부와 민간 연방항공국에서 합동으로 관리한다. 무선으로 피아 식별 요청을 하며, 피아 식별이 불가능하거나 거부되면, 공군 전투기가 출격해 육안으로 피아 식별을 한다. 그리고, 국가 안보에 위험 요인이 있다고 판단되면 해당 항공기를 퇴각시키거나 요격한다. 반드시 퇴각시키거나 요격하는 것이 아니라, 국가 안보에 위협이 된다고 판단되어야 한다.

## 통항의 자유
영해(領海)는 한 나라의 주권이 미치는 바다로, 보통은 해안선으로부터 12해리의 범위까지 설정된다. 이러한 영해 밖은 국제법상 통항 및 비행의 자유가 인정되므로, 이러한 수역 상공에서는 민간 또는 군용 항공기의 자유로운 비행이 가능하다. 특히, 군용기의 경우에는 정찰비행 뿐만 아니라 각종 무기를 발사하거나 그 무기를 가지고 훈련하는 것까지도 자유이다. 이는 '사실상의 영해'로 불리는 유엔 해양법상의 배타적 경제 수역의 상공에서도 마찬가지이다.
방공식별구역은 자국의 영공에 인접한 공해의 상공에 국제법상 자위권에 근거해 설정한 공역이며 영공과 같은 영향력을 가지게 된다.

## 경계선이 겹치는 경우
인접국과 방공식별구역의 경계선이 겹치는 경우, 역시 사전 동의 있는 비행과 사전 동의 없는 비행의 여러 경우가 가능하다.
양국의 전투기가 모두 출격하여 육안으로 감시하는 경우가 생길 수 있으며, 이런 경우에 상대국의 전투기는 국가 안보에 매우 위험하므로 서로 전투기의 퇴각을 요구 또는 요격을 경고하게 되며, 따라서 양국 전투기가 공중전을 벌일 가능성이 높아진다.
이러한 방공식별구역 경계선이 겹치는 경우의 발생할 수 있는 군사적 외교적 문제의 경우의 시나리오는 배타적 경제 수역, 대륙붕, 북방한계선, 영해, 영공, 영토 등 일방적으로 선포된 각종 경계선이 겹치는 경우와 큰 차이가 없다.

## 나라별

### 대한민국
대한민국 공군의 방공식별구역(Korea Air Defense Identification Zone (KADIZ))은 한반도 지역으로 접근하는 비행물체에 대한 사전 탐지, 식별 및 적절한 조치를 위해 설정된 구역을 말한다. 1951년 한국전쟁 기간 중에 미국 공군이 설정했다.
현재 독도 상공은 영공이며, 대한민국의 허가 없이는 다른 나라의 항공기가 들어 올 수 없다. 하지만, 일본의 4,200 t급으로 추정되는 구축함이 2012년 9월 21일 독도 동쪽 공해상 30마일 지점에 출현해 한국군이 슈퍼링크스헬기와 F-15K 전투기, 한국형 구축함인 광개토대왕함을 출동시켰다. 이에 대해 모리모토 사토시 일본 방위상이 해상자위대 헬리콥터의 독도 주변 공해상 훈련과 관련, 국제법상 문제가 없다고 주장했다.
대한민국 정부는 2013년 12월 8일 방공식별구역 관련 법령을 근거로, 군 항공 작전의 특수성, 항공법에 따른 비행정보구역의 범위, 국제관례 등을 고려하여 한국방공식별구역의 범위를 조정하였다. 새로운 한국방공식별구역은 기존 한국방공식별구역의 남쪽 구역(북위 34도 17분 이남)을 국제적으로 통용되고 인접국과 중첩되지 않는 인천 비행 정보 구역(FIR)과 일치되도록 조정하였다. 이 조정 구역에는 마라도와 홍도 남쪽의 대한민국 영공과 이어도 수역 상공이 모두 포함되어 있다.

### 미국

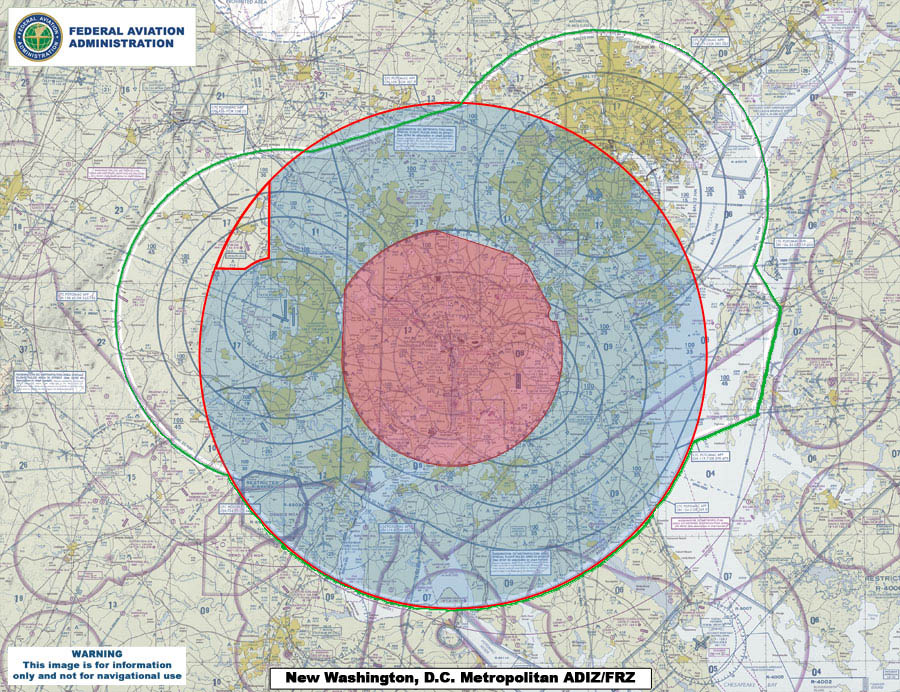
미국 워싱턴 DC의 방공식별구역

미국 공군의 방공식별구역(United States Air Defense Identification Zone (USADIZ)은 미국 지역으로 접근하는 비행물체에 대한 사전 탐지, 식별 및 적절한 조치를 위해 설정된 구역을 말한다.
9.11 테러 이후 미국은 메릴랜드주 볼티모어와 워싱턴 D.C.에 걸쳐 수도 지역으로 가는 영공의 비행 허가를 민간항공기라도 절대 허락하지 않으며 특별한 방공 식별권인 워싱턴 D.C. 방공 식별 구역을 설정했다.

### 중화인민공화국
중국 인민해방군 공군의 방공식별구역(China Air Defense Identification Zone (CADIZ))은 중국대륙 지역으로 접근하는 비행물체에 대한 사전 탐지, 식별 및 적절한 조치를 위해 설정된 구역을 말한다. 댜오위 섬(센카쿠 섬) 주변 상공은 이 구역에 속하고 있다.
원래 중화인민공화국은 방공식별구역이 없었는데, 2013년 11월 중국 인민해방군 공군이 방공식별구역을 일방적으로 선포하여 일본과 한국이 크게 반발하였다.

### 일본
항공자위대의 방공식별구역(Japan Air Defense Identification Zone (JADIZ))은 일본 열도 지역으로 접근하는 비행물체에 대한 사전 탐지, 식별 및 적절한 조치를 위해 설정된 구역을 말한다. 대한민국이 관리하는 이어도 주변 상공도 이 구역에 속하고 있다.

## 같이 보기
- 비행 정보 구역(FIR)
- 방공 식별 구역 (동중국해)
- 공해전 (교리)(空海戰)
- 작전 구역(theater of operations, TO)
  - 대한민국 해군의 작전 구역(Korea Theater of Operations, KTO) - 해상 위의 KADIZ
- 동중국해 EEZ 분쟁
- 한일공동개발구역(JDZ, 7광구)
- 춘샤오 가스전(시라카바 가스전)
- 센카쿠 열도(댜오위다오)